# 库埃瓦斯德拉尔曼索拉
库埃瓦斯德拉尔曼索拉，是西班牙安达卢西亚自治区阿尔梅里亚省的一个市镇。 总面积265km2, 总人口10517人（2001年），人口密度40人/km2。